# Willem Peeters (voetballer)
Willem Peeters (Venray, 24 februari 1977) is een voormalig Nederlands voetballer die tijdens zijn profloopbaan uitsluitend voor VVV
uitkwam.
Peeters doorliep de jeugdopleiding van SV Venray en VVV. Op 6 april 1996 maakte de centrale verdediger zijn profdebuut namens de Venlose eerstedivisionist als invaller voor Menno van Appelen tijdens een thuiswedstrijd tegen Helmond Sport (4-0). In 1998 verliet Peeters het betaald voetbal. Hij speelde nadien nog bij de amateurs van RKSV Venlo en JVC Cuijk en keerde in 2001 terug op het oude nest bij SV Venray waar hij twee jaar later ook stopte met voetbal.

## Statistieken
| Seizoen         | Club            | Competitie      | Competitie | Competitie | Beker | Beker | Nacompetitie | Nacompetitie | Totaal | Totaal |
| Seizoen         | Club            | Competitie      | Wed.       | Dlp.       | Wed.  | Dlp.  | Wed.         | Dlp.         | Wed.   | Dlp.   |
| --------------- | --------------- | --------------- | ---------- | ---------- | ----- | ----- | ------------ | ------------ | ------ | ------ |
| 1995/96         | VVV             | Eerste divisie  | 2          | 0          | 0     | 0     | 3            | 0            | 5      | 0      |
| 1996/97         | VVV             | Eerste divisie  | 3          | 0          | 0     | 0     | 2            | 0            | 5      | 0      |
| 1997/98         | VVV             | Eerste divisie  | 5          | 0          | 0     | 0     | —            | —            | 5      | 0      |
| Carrière totaal | Carrière totaal | Carrière totaal | 10         | 0          | 0     | 0     | 5            | 0            | 15     | 0      |